# Villadia parva
Villadia parva là một loài thực vật có hoa trong họ Crassulaceae. Loài này được (Hemsl.) H. Jacobsen miêu tả khoa học đầu tiên năm 1958.